# ماساتو ناكامورا (لاعب كرة قاعدة)
ماساتو ناكامورا (باليابانية: 中村真人؛ بالكانا: なかむら まさと) هو لاعب كرة قاعدة ياباني، ولد في 2 فبراير 1982 في غوسي في اليابان.

## وصلات خارجية
- ماساتو ناكامورا على موقع الدوري الياباني لكرة القاعدة (الإنجليزية)
- ماساتو ناكامورا على موقعبيزبول رفرنس.كوم (الدوري الثانوي) (الإنجليزية)